# Площадь Разведчиков (Челябинск)
Пло́щадь Разве́дчиков — площадь в Челябинске. Располагается в Центральном районе в парке Алое поле, образуя пространство в комплексе зданий дворца пионеров им. Крупской. На площади установлен памятник Исхаку Ахмерову, открытый в 2015 году.
До 2016 года площадь была безымянной и имела неофициальное название «Площадь Пионерских парадов». Рядом находится трибуна с флагштоком, служившая для пионерских митингов. Решение о присвоении площади названия было приурочено к 115-й годовщине со дня рождения разведчика Исхака Ахмерова. На торжественном митинге 7 апреля 2016 года, посвящённом памяти легендарного разведчика, официально было объявлено, что площади присвоено имя Разведчиков. 26 апреля 2016 года депутаты Челябинской городской думы утвердили название площади.